# Kinugasa (incrociatore)
Il Kinugasa (衣笠? lett. "Parasole di seta") è stato un incrociatore pesante della Marina imperiale giapponese, seconda e ultima unità appartenente alla classe Aoba e così chiamato dall'omonimo monte. Fu varato dal cantiere navale di Kōbe nell'ottobre 1926.
Prescelto quale nave ammiraglia della 5ª Divisione incrociatori, operò dal 1927 e per buona parte degli anni trenta nelle acque cinesi. Rimase in riserva dal settembre 1937 all'ottobre 1940 per estesi lavori di ricostruzione e ammodernamento che lo dotarono di un impianto motore completamente nuovo e apparati di controllo del tiro migliorati. Dall'agosto 1941 permanentemente in seno alla 6ª Divisione incrociatori (con l'Aoba, il Kako, il Furutaka), non fece in tempo ad appoggiare la rapida conquista dell'isola di Guam ma coprì nei primi mesi del 1942 le operazioni anfibie nipponiche nelle isole Salomone e in Nuova Guinea. Nel maggio 1942 prese parte marginale alla battaglia del Mar dei Coralli, senza essere in grado assieme alle altre unità della divisione di impedire la distruzione della portaerei leggera Shoho. In cantiere nel mese di giugno, tornò a luglio nel settore delle Salomone; poco dopo, agli inizi d'agosto, gli statunitensi sbarcarono su Guadalcanal e il Kinugasa fu tra le navi che il viceammiraglio Gun'ichi Mikawa condusse nella feroce battaglia dell'isola di Savo, con lo scopo di annientare la flotta anbifia d'invasione, infine mancato.
Partecipò alla battaglia di Capo Speranza nella notte tra l'11 e il 12 ottobre 1942 e fu una delle poche unità giapponesi che si sottrasse al combattimento con danni contenuti. Il mese successivo, nella notte del 13 novembre, bombardò con altri incrociatori l'aeroporto Henderson in mano statunitense, quindi riprese la rotta di ritorno. In mattinata, però, la squadra giapponese fu individuata e attaccata alcune volte nella mattinata del 14 novembre: il Kinugasa fu bersaglio di almeno quattro siluri e una bomba uccise il suo comandante. La nave infine affondò, con l'equipaggio decimato, non lontano dall'Isola di Rendova.

## Caratteristiche
Il Kinugasa formava insieme all'Aoba la classe omonima di incrociatori pesanti, destinata alla ricognizione offensiva e pensata come contrasto delle classi di incrociatori pesanti Hawkins (in forza alla Royal Navy) e Omaha (entrata in servizio con la United States Navy). Inizialmente anche tali due navi erano state impostate secondo le caratteristiche della precedente classe Furutaka, ma lo stato maggiore generale della marina impose alcuni cambiamenti in corso di costruzione, ossia l'adozione di un nuovo tipo di torri e di una catapulta per aerei, che non poterono essere implementati sulle due unità della classe Furutaka. Il Kinugasa presentava una lunghezza di 185,17 metri, una larghezza massima di 17,58 metri e un pescaggio di 5,66 metri. Il dislocamento standard arrivava a 8 700 tonnellate.
La corazzatura lungo tutta la cintura era spessa 76 mm e inclinata a 9°; per il ponte interno era spessa 35 mm e 48 mm per il ponte di coperta; i magazzini principali erano dotati di corazzature spesse 51 mm per le pareti e 35 mm per il tetto; il locale macchine del timone variava tra i 13 mm e i 25 mm; le torrette erano corazzate con 25 mm d'acciaio mentre le barbette erano spesse 57 mm. Infine, a differenza della classe Furutaka, la torre di comando ebbe corazzature da 36 mm. La difesa contro i siluri sotto la linea di galleggiamento era costituita da una struttura a tubo cava e non corazzata, disposta lungo il margine inferiore di tutta la cintura, e da una paratia interna longitudinale che doveva limitare l'allagamento a un solo lato dello scafo. Nel complesso la corazzatura fu giudicata sufficiente per resistere ai proietti navali da 152 mm sparati tra i 12.000 e i 15.000 metri di distanza.
L'armamento principale dell'incrociatore era composto da sei cannoni Type 3 modello 2 da 203 mm lunghi 50 calibri (L/50), installati in tre torrette binate (due a prua e una a poppa); come ulteriore arma antinave furono aggiunti sei paia di tubi lanciasiluri fissi che protudevano dallo scafo. L'armamento antiaereo consisteva in quattro pezzi Type 10 da 120 mm L/45 su affusto individuale.
Il sistema di propulsione era formato da dodici caldaie disposte in sette sale, che alimentavano quattro gruppi di turbine a ingranaggi a vapore per una potenza totale di 102 000 shp; a ogni gruppo era vincolato un albero motore con elica. L'autonomia era di 7 000 miglia a una velocità media di 14 nodi e la velocità massima eccedeva di poco 35 nodi. L'equipaggio contava cinquanta ufficiali e 607 marinai. A bordo erano infine portati due idrovolanti che venivano lanciati da una catapulta "Kure" Type 2, modello 5 e ripresi da argani.
Nell'ottobre 1938 entrò nel cantiere di Sasebo per un ciclo di ammodernamento, durato sino all'ottobre 1940. Le torri furono rimpiazzate con il più recente modello E2 ma furono mantenuti i pezzi Type 3 da 203 mm; la difesa antiaerea fu incrementata con quattro impianti binati di cannoni Type 96 da 25 mm L/60 sistemati a quadrato a mezzanave e con due impianti binati di mitragliatrici pesanti Type 93 da 13,2 mm davanti alla plancia. Furono poi implementati due impianti quadrinati di tubi lanciasiluri brandeggiabili (uno per fiancata) con una scorta di sedici ordigni Type 93 da 610 mm, di grande efficacia. La sovrastruttura anteriore fu del tutto ricostruita e ciò permise di alloggiarvi sistemi di controllo del tiro più moderni per tutte le armi di bordo. Il dislocamento standard aumentò a 11 273 tonnellate e quello a pieno carico a 11 660 tonnellate, il che incrementò il pescaggio dello scafo; per rimediare i cilindri anti-siluro al di sotto della linea di galleggiamento furono allargati e riempiti con tubi stagni. Il sistema di propulsione fu reimpostato su dieci caldaie Kanpon che alimentavano quattro turbine a ingranaggi a vapore, ognuna delle quali era vincolata a un albero motore dotato di elica. La potenza totale erogata era di 110 000 shp e il deposito combustibile (la cui capienza era stata aumentata) conteneva fino a 1 858 tonnellate di olio combustibile, che garantiva un'autonomia di 7 900 miglia a una velocità media di 14 nodi (14 600 chilometri a 27 km/h); la velocità di punta era scesa a 33 nodi a causa dello scafo più largo e del peso aggiunto (562 tonnellate).

## Servizio operativo

### Varo e primi anni
L'incrociatore pesante Kinugasa fu ordinato nell'anno fiscale edito dal governo giapponese nel 1923. La sua chiglia fu impostata nel cantiere navale di Kōbe, di proprietà della Kawasaki, il 23 gennaio 1924 e il varo avvenne il 24 ottobre 1926; fu completato il 30 settembre 1927. Fu scelto quale nave ammiraglia della 5ª Divisione incrociatori e nel 1928 divenne la prima nave da guerra della marina imperiale a disporre di una catapulta per aerei. Nel 1928 e 1929 servì nelle acque cinesi, passando anche nei ranghi della 6ª e 7ª Divisione incrociatori, e negli anni trenta continuò a operare sulle coste del continente; nel settembre 1937 fu posto in riserva.
Appena rientrato in servizio dopo la massiccia opera di ricostruzione, il Kinugasa fu assegnato permanentemente alla 6ª Divisione incrociatori del contrammiraglio Aritomo Gotō, che comprendeva anche gli incrociatori pesanti Aoba (ammiraglia), Kako e Furutaka; la divisione era a sua volta parte della 1ª Flotta del viceammiraglio Shirō Takasu. Il 20 agosto 1941 l'incrociatore passò al comando del capitano Masao Sawa.

### 1941-1942

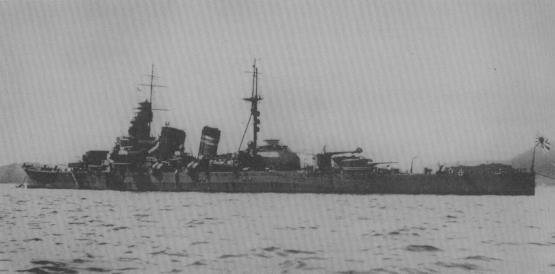
Il Kinugasa nel 1936, visto da poppa

Il 2 dicembre 1941, all'àncora nella baia dell'isola di Hahajima nell'arcipelago delle Ogasawara, ricevette il messaggio in codice Niitakayama nobore 1208, che indicava l'inizio imminente dell'attacco di Pearl Harbor e l'apertura delle ostilità sul fronte dell'Oceano Pacifico. La 6ª Divisione incrociatori salpò il 4 dicembre alla volta di Guam, unico possedimento statunitense nelle isole Marianne, che tuttavia dopo due giorni di bombardamenti aerei fu invasa e conquistata nelle prime ore del 10 dicembre, tre giorni dopo il riuscito bombardamento di Pearl Harbor; la 6ª Divisione incrociatori fece dunque rotta sulla grande base navale di Truk (isole Caroline) giungendovi a sera. Il 13 dicembre riprese il mare per scortare assieme ad altre unità le portaerei Soryu e Hiryu, distaccate per agevolare la conquista dell'Isola di Wake rallentata dall'imprevista resistenza statunitense. L'isola fu infine occupata il 23 dicembre.
Dal 10 al 18 gennaio 1942 la 6ª Divisione incrociatori rimase a Truk, poi partì per coprire l'assalto anfibio a Rabaul in Nuova Britannia (operazione O), avvenuto con successo il 23 gennaio; garantì dunque le operazioni per la conquista di Kavieng (Nuova Irlanda) avvenute poco dopo e quindi tornò nell'appena conquistata Rabaul. Il 1º febbraio la 6ª Divisione incrociatori salpò d'urgenza in seguito a un rapido raid aeronavale statunitense sul protettorato nipponico delle isole Marshall, che aveva danneggiato varie navi: il 4 febbraio era presso l'isolotto di Roi-Namur nell'atollo Kwajalein e il 6 si ancorò all'isola di Kwajalein ma, poiché le Task force 17 (contrammiraglio Frank Fletcher) e 8 (contrammiraglio William Halsey) si erano già allontanate, fece rotta per Truk raggiungendola il 10 febbraio. Il 20 febbraio la 6ª Divisione incrociatori meno lo Aoba cercò invano di intercettare la Task force 11 del contrammiraglio Wilson Brown che, avvistata vicino a Rabaul, rinunciò ad attaccarla; il 23 il Kinugasa, il Furutaka e il Kako rientrarono alla base. Il 2 marzo la 6ª Divisione si spostò a Rabaul (raggiunta il 5) dove si unì alle forze della 4ª Flotta del viceammiraglio Shigeyoshi Inoue assemblate per l'invasione di Lae-Salamaua (operazione "SR"), due piccoli centri dotati di aeroporti sulla costa settentrionale della Nuova Guinea. Lo sbarco riuscì senza ostacoli ma le TF 11 e 17, che si erano riunite nel Mar dei Coralli a sud dell'isola, colpirono pesantemente i trasporti nipponici e anche alcune unità da guerra; il Kinugasa e gli altri incrociatori della 6ª Divisione non subirono danni. Accompagnato dagli incrociatori leggeri Tatsuta e Tenryu componenti la 18ª Divisione incrociatori, il Kinugasa con gli altri tre incrociatori pesanti toccò il 9 marzo l'ancoraggio di Buka su Bougainville e l'11 gettò le àncore a Rabaul; il 14 marzo le due divisioni ripresero il mare, stazionarono dal 15 al 17 a Buka e il 18 raggiunsero lo Stretto Moewe nei pressi di Kavieng. Qui rimasero fino al 26 marzo, quando salparono con destinazione Rabaul che fu raggiunta il giorno successivo. Il 28 le due divisioni partirono nuovamente e protessero gli sbarchi nelle isole Shortland, avvenuti il 30 marzo, e a Kieta sulla costa orientale dell'isola di Boungainville, verificatisi il 31 marzo. Giunte a Rabaul già il 1º aprile 1942, la 6ª e la 18ª Divisione fecero il pieno di nafta e ripartirono immediatamente: sostarono dal 2 al 5 aprile nello stretto Moewe, poi il 7 aprile raggiunsero l'isola di Manus nell'arcipelago dell'Ammiragliato. L'8 aprile fecero rotta su Truk dove dal 10 al 30 aprile tutti gli incrociatori furono sottoposti a revisione.
Nella seconda metà di aprile il Gran Quartier generale imperiale ordinò di iniziare l'operazione Mo, la conquista di Tulagi nelle isole Salomone, delle isole Louisiade e di Port Moresby nella Nuova Guinea meridionale. La 6ª Divisione fu assegnata alla scorta della portaerei leggera Shoho assieme alla 18ª Divisione incrociatori, al cacciatorpediniere Sazanami e alla petroliera Iro; tale squadra rispondeva agli ordini del contrammiraglio Gotō e doveva difendere la piccola forza d'invasione di Tulagi. La formazione d'attacco del viceammiraglio Takeo Takagi (forte delle due grandi portaerei Shokaku e Zuikaku) doveva invece proteggere il convoglio d'invasione per Port Moresby e sarebbe stata coadiuvata dal contrammiraglio Gotō una volta che Tulagi fosse stata posta sotto controllo.

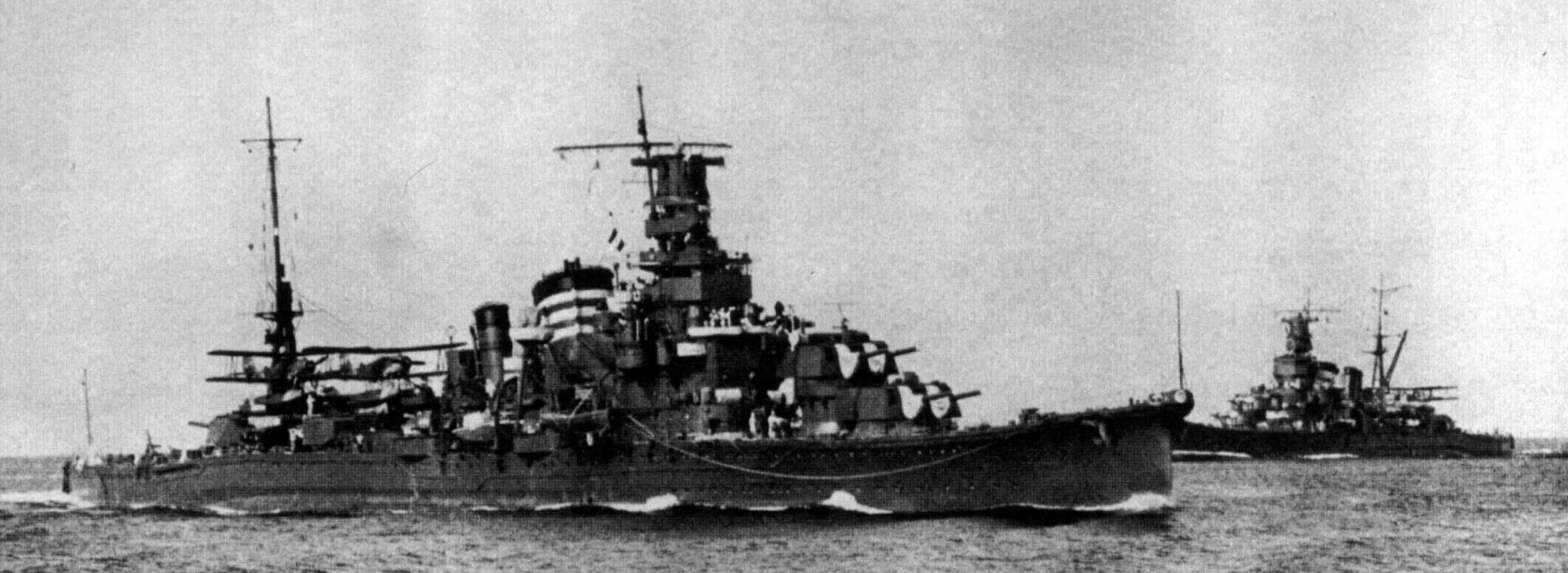
Il Kinugasa, in secondo piano, accompagnato dal Furutaka nei primi mesi di guerra

Il 30 aprile la squadra del contrammiraglio Gotō lasciò Truk; il 3 maggio, ferma a Buka, coprì a distanza lo sbarco sull'isoletta di Tulagi dove era stato deciso di installare una base di idrovolanti per controllare il Mar dei Coralli; il 4 maggio salpò da Rabaul la flotta d'invasione per Port Moresby con la propria scorta. In contemporanea la TF 17 del contrammiraglio Fletcher lanciò tre attacchi consecutivi su Tulagi, affondando o danneggiando diverse unità, e il Kinugasa assieme agli incrociatori della 6ª Divisione partì subito con rotta su Guadalcanal; il 5 maggio le navi dovettero tuttavia sostare nelle isole Shortland per rifornirsi dalla petroliera Iro. Il giorno successivo, mentre erano ancora in rada, furono oggetto di un attacco rimasto infruttuoso da parte di quattro bombardieri pesanti Boeing B-17 Flying Fortress. Nel frattempo si era sviluppato lo scontro tra la TF 17 del contrammiraglio Fletcher e la squadra al comando del viceammiraglio Takagi. Il 7 maggio la 6ª Divisione si riunì alla Shoho ma la portaerei fu avvistata e attorno alle 11:00 fu attaccata da oltre novanta velivoli decollati dalle portaerei USS Lexington e USS Yorktown. La contraerea delle navi non seppe contenere i velivoli e la Shoho fu affondata al largo dell'isola Misima. L'8 maggio, ultimo giorno di battaglia, la portaerei Shokaku rimase severamente danneggiata ma anche le forze aeree imbarcate nipponiche colsero un successo distruggendo la Lexington e infliggendo danni gravi alla Yorktown. Al termine dello scontro il Kako e lo Aoba, indenni, protessero la ritirata del convoglio d'invasione. Il Kinugasa e il Furutaka, anch'essi senza danni, furono distaccati per scortare la Shokaku a Truk: fecero tappa alle Shortland per rifornimento il 9 o il 13 maggio, quindi il 17 arrivarono alla base aeronavale delle Caroline dove sostarono sino al 31 maggio; partirono quindi con destinazione la madrepatria. Il 5 giugno 1942 il Kinugasa e il Furutaka entrarono nel porto di Kure e il 10 giugno furono messi in secca per un'approfondita revisione, che fu completata il 15: dopo un periodo di licenza per gli spossati equipaggi, i due incrociatori ripresero il mare il 28 giugno, fecero tappa a Truk tra il 4 luglio e il 7 luglio e infine il 9 luglio sostarono a Kieta, dove riempirono i serbatoi; quindi tra il 14 e il 26 luglio i due incrociatori visitarono varie basi della marina imperiale nelle Salomone, in Nuova Britannia e Nuova Irlanda e si riunirono al Kako e all'Aoba nello Stretto Moewe. Nel frattempo, il 14 luglio, era stata costituita l'8ª Flotta, con quartier generale a Rabaul e agli ordini del viceammiraglio Gun'ichi Mikawa: il 27 luglio le fu assegnata la 6ª Divisione.

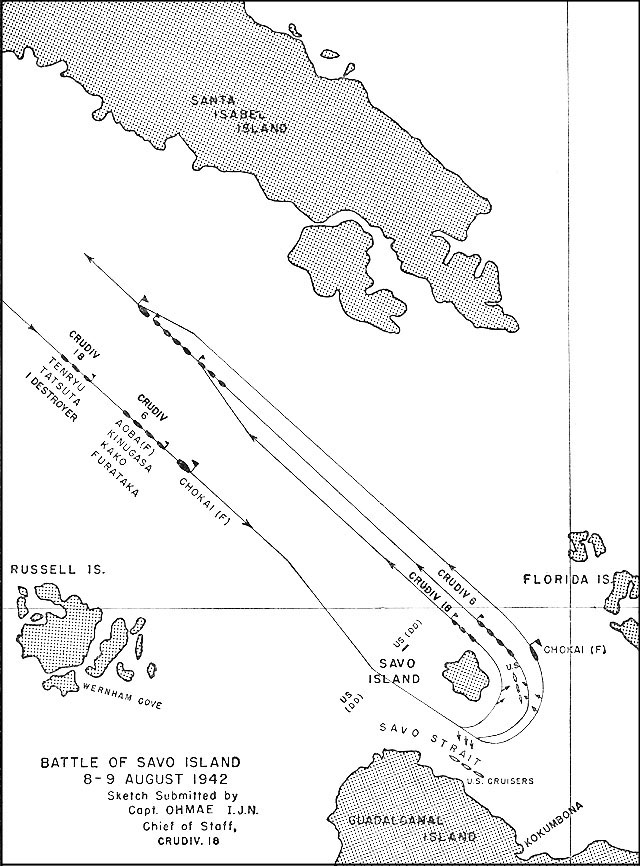
Mappa schematica dello svolgimento della battaglia navale presso Savo, cui il Kinugasa partecipò riportando danni contenuti

Il pomeriggio del 7 agosto 1942 la 6ª Divisione, gli incrociatori leggeri Tenryu e Yubari e il cacciatorpediniere Yunagi salparono da Rabaul guidati dall'incrociatore pesante Chokai (ammiraglia del viceammiraglio Mikawa) in risposta allo sbarco statunitense sull'isola di Guadalcanal, avvenuto quasi incontrastato quella mattina. La squadra nipponica sfuggì alle ricognizioni aeree e nella notte dell'8-9 agosto ingaggiò battaglia presso l'Isola di Savo disposta in linea di fila con il Kinugasa in quarta posizione (tra il Furutaka a poppa e il Kako a prua), sgominando una formazione di cinque incrociatori pesanti e quattro cacciatorpediniere australiano-statunitensi con perdite molto contenute. Nel corso del violento combattimento il Kinugasa fu colpito alle 01:53 alla macchina di governo di sinistra da una granata da 203 mm, parte della seconda salva proveniente dall'incrociatore pesante USS Vincennes; alle 01:56 il cacciatorpediniere USS Patterson, già danneggiato, tirò sulla colonna giapponese e un proiettile da 127 mm esplose nella sala macchine numero 1 del Kinugasa, che tuttavia mantenne il posto nella formazione. Il viceammiraglio Mikawa però non approfittò del successo tattico per attaccare i trasporti e i mezzi anfibi perché temeva che, all'alba, le sue navi sarebbero state obiettivo dell'aviazione imbarcata o basata a terra dell'avversario: perciò ordinò la ritirata. Durante la manovra di disimpegno il capitano Sawa, che non si capacitava di tale scelta, fece lanciare tutti i siluri di dritta verso le navi da trasporto e sbarco all'àncora, ma la grande distanza (oltre 20 chilometri) rese l'attacco inefficace. Il 9 agosto la formazione giapponese si divise vicino a Bougainville; il viceammiraglio Mikawa proseguì per Rabaul con gli incrociatori leggeri e lo Yunagi mentre la 6ª Divisione incrociatori continuò per Kavieng. Il giorno successivo, a poca distanza dalla base, finì sotto attacco da parte del sommergibile USS S-44 i cui siluri affondarono il Kako.
I superstiti tre incrociatori pesanti giunsero allo stretto Moewe e furono sottoposti a urgenti lavori di manutenzione e riparazione. Il 17, nuovamente operativi, salparono per la base di idrovolanti appena stabilita nella baia di Rekata, sulla costa nord-orientale dell'isola Santa Isabel, dove si fermarono dal 19 al 20 agosto; da qui raggiunsero le isole Shortland il 22 agosto. La 6ª Divisione incrociatori, cui fu unito il Chōkai, fu coinvolta indirettamente nella battaglia delle Salomone Orientali come parte della "Flotta dei mari del Sud" suddivisa in varie squadre indipendenti che dovevano proteggere lo sbarco su Guadalacanal di un forte contingente: la divisione partì il 23 agosto dalle Shortland per fornire scorta a distanza e durante il giorno fu individuata da un solitario idrovolante Consolidated PBY Catalina della squadriglia VP-23 imbarcata, che attaccò senza successo il Furutaka. Il 26 agosto il Kinugasa fece ritorno a Rabaul con il Chokai, quindi riprese il mare e il 28 agosto si fermò alla base delle Shortland. Il 1º ottobre il Kinugasa si trovava con il Furutaka e lo Aoba presso le Shortland. Agli inizi del mese i comandi giapponesi organizzarono un nuovo schieramento per trasportare gli uomini e le attrezzature della 2ª Divisione fanteria a Guadalcanal; fu previsto che la 6ª Divisione bombardasse in due tempi (notte dell'11 e 12 ottobre) l'aeroporto sull'isola, attirando le forze navali statunitensi in modo da facilitare la missione del convoglio. La mattina dell'11 ottobre la 6ª Divisione, con il Fubuki e lo Hatsuyuki dell'11ª Divisione cacciatorpediniere, lasciò l'ancoraggio ma nel tardo pomeriggio fu avvistata da un B-17 dell'11º Gruppo bombardieri mentre discendeva il cosiddetto Slot (il braccio di mare tra i due filoni delle isole Salomone); la Task force 64 (quattro incrociatori e cinque cacciatorpediniere) si portò a ovest di Guadalcanal e Savo e assunse una rotta per nord-est a bassa velocità, sbarrando così la via ai giapponesi. Costoro arrivavano con gli incrociatori pesanti Aoba, Furutaka e Kinugasa in linea di fila e i due cacciatorpediniere ai lati, ignari della presenza statunitense.

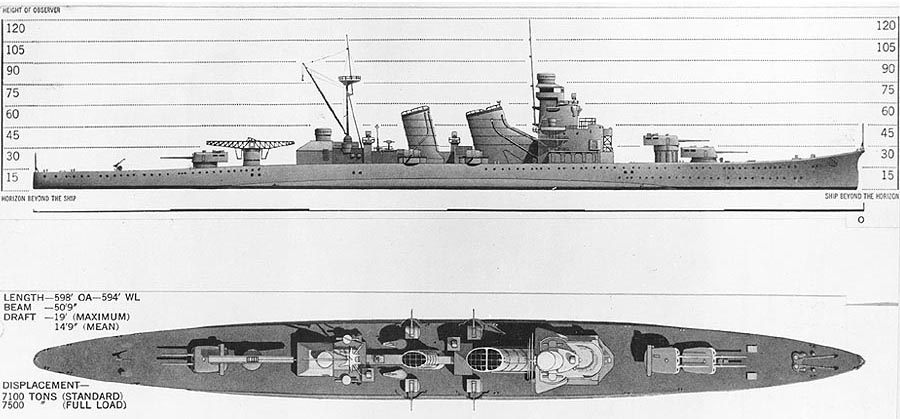
Profilo della classe Aoba tracciato in tempo di guerra, a partire dalle ricognizioni aeree statunitensi

All'altezza dell'isola di Savo il contrammiraglio Scott ordinò d'invertire la rotta e alle 23:30 circa alcune delle navi individuarono degli echi sui radar, che egli non sapeva attribuire; il comandante dell'incrociatore leggero USS Helena chiese allora il permesso di aprire il fuoco e Scott, mal interpretando, rispose affermativamente. L'Helena iniziò dunque a sparare subito imitato dagli altri incrociatori: la squadra statunitense aveva effettuato il taglio del T. Il contrammiraglio Gotō fu colto del tutto impreparato e le salve avversarie arrecarono subito danni; ordinò dunque un disimpegno rapido prima di rimanere gravemente ferito dalla gragnola di proietti che devastarono lo Aoba. Il Kinugasa e lo Hatsuyuki virarono a sinistra, allontanandosi dalla colonna statunitense, ma il cacciatorpediniere Fubuki e il Furutaka accostarono a dritta seguendo l'ammiraglia: il primo fu affondato da varie salve dell'incrociatore pesante USS San Francisco e il secondo fu gravemente danneggiato. Alle 23:58 circa il contrammiraglio Scott condusse le proprie navi a nord-ovest per inseguire lo Hatsuyuki e il Kinugasa, il quale iniziò a sparare con precisione dalla distanza di 7 300 metri e lanciò siluri; quindi assieme all'Aoba molto danneggiato concentrò il fuoco sull'incrociatore leggero USS Boise, che soffrì danni ingenti a causa di una decina di proietti da 203 mm e s'incendiò. Tuttavia l'incrociatore pesante USS Salt Lake City si pose tra il Boise e le navi nipponiche, iniziando a cannoneggiare il Kinugasa che riuscì a infliggergli danni all'apparato motore; lo scontro tra i due incrociatori terminò alle 00:16 circa quando il Kinugasa riuscì a sganciarsi. Poco dopo il contrammiraglio Scott rinunciò a inseguire le superstiti navi giapponesi in fuga e ripiegò con rotta sud-ovest. Nello scontro il Kinugasa aveva incassato quattro granate.

### L'affondamento
Nelle prime ore del 12 ottobre il Furutaka affondò. Alle 07:00 circa cinque aerei s'avventarono sul Kinugasa ma non lo centrarono; arrivò alle Shortland in giornata assieme allo Aoba che, necessitando di tornare in Giappone per le riparazioni, gli cedette il ruolo di ammiraglia della menomata 6ª Divisione incrociatori. Il 13 ottobre il Kinugasa fece rotta su Guadalcanal assieme al Chokai, che recava a bordo il viceammiraglio Mikawa, e ai cacciatorpediniere Amagiri (20ª Divisione) e Mochizuki (30ª Divisione): egli diresse nella notte tra il 14 e il 15 ottobre un prolungato bombardamento dell'aeroporto Henderson, che fu devastato da circa 750 proietti da 203 mm dei due incrociatori. Entro il pomeriggio del 15 tutte le navi nipponiche tornarono alle Shortland.
Tra il 24 e il 26 ottobre il Kinugasa e il Chokai fornirono protezione a un convoglio recante rinforzi; ripeterono la missione con successo tra il 1º e il 5 novembre. In quegli stessi giorni gli alti comandi giapponesi aveva programmato un'ennesima operazione navale per distruggere le forze statunitensi, far sbarcare numerosi rinforzi e infine riconquistare il conteso aeroporto Henderson. Il Kinugasa fu integrato nel gruppo del viceammiraglio Mikawa (comprendente anche l'ammiraglia Chokai, l'incrociatore leggero Isuzu, i cacciatorpediniere Arashio e Asashio), che ebbe il comando superiore di ulteriori due squadre, l'una del contrammiraglio Shōji Nishimura destinata a bombardare l'aeroporto e l'altra del contrammiraglio Raizō Tanaka formata dai trasporti e dalla scorta di circa dieci cacciatorpediniere. La mattina del 13 novembre il viceammiraglio Mikawa partì dalle Shortland con il proprio gruppo e quello del contrammiraglio Nishimura, giungendo intorno a mezzanotte del 14 novembre dinanzi alle coste settentrionali di Guadalcanal senza opposizione: il contrammiraglio Nishimura poté dunque eseguire il previsto cannoneggiamento dalle 01:30 alle 02:05 circa, quando le navi nipponiche furono attaccate da due motosiluranti basate a Tulagi. Il viceammiraglio Mikawa preferì richiamare Nishimura e le due squadre giapponesi, doppiata l'isola di Savo da nord, navigarono verso ovest per passare al largo delle coste occidentali della Nuova Georgia.
La mattina del 14 novembre però il viceammiraglio Mikawa fu localizzato da un sommergibile statunitense e, all'altezza dell'Isola di Rendova, si verificò un primo attacco da parte degli aerosiluranti Grumman TBF Avenger di base a Guadalcanal e decollati dalla portaerei USS Enterprise. Alle 09:15 una seconda ondata di dieci bombardieri in picchiata Douglas SBD Dauntless, tutti appartenenti alla Enterprise, localizzò le navi nipponiche e alle 09:36 iniziò l'attacco: una bomba da 500 libre (circa 227 chili) esplose davanti alla plancia del Kinugasa, uccidendo sia il capitano Sawa sia il primo ufficiale; l'incrociatore accusò subito 10° di sbandamento a sinistra. Poco dopo quattro o cinque siluri investirono sia da sinistra che da dritta il Kinugasa, arrecando gravissimi danni, vittime e causando rapidi allagamenti. Alle 10:45 diciassette Dauntless si lanciarono sul Kinugasa, piazzando molto vicino allo scafo alcune bombe da 1 000 libre (circa 450 chili) che misero fuori uso il timone e le eliche. I danni erano ormai fatali e alle 11:22 il Kinugasa si capovolse e affondò alle coordinate 9°06′S 157°14′E, portando con sé 511 membri dell'equipaggio. Pochi giorni dopo il capitano Sawa fu promosso postumo contrammiraglio.
Il 15 dicembre 1942 il Kinugasa fu radiato d'ufficio dalla lista della Marina imperiale.